# (9984) Gregbryant
(9984) Gregbryant est un astéroïde de la ceinture principale.

## Description
(9984) Gregbryant est un astéroïde de la ceinture principale. Il fut découvert le 18 avril 1996 à Macquarie (en) par Robert H. McNaught et Jack B. Child. Il présente une orbite caractérisée par un demi-grand axe de 2,49 UA, une excentricité de 0,04 et une inclinaison de 3,8° par rapport à l'écliptique.

## Compléments